# Isola dei Pinheiros
L'isola dos Pinheiros è una piccola isola brasiliana della regione sud, nello stato del Paraná, situata all'interno del complesso estuario della baia di Guaraqueçaba.

## Geografia
L'accesso all'isola è proibito per motivi di conservazione ambientale.
L'isola è compresa nell'Area di protezione ambientale di Guaraqueçaba e nel parco nazionale di Superaguì, lunga la costa settentrionale del Paraná, nel municipio di Guaraqueçaba.

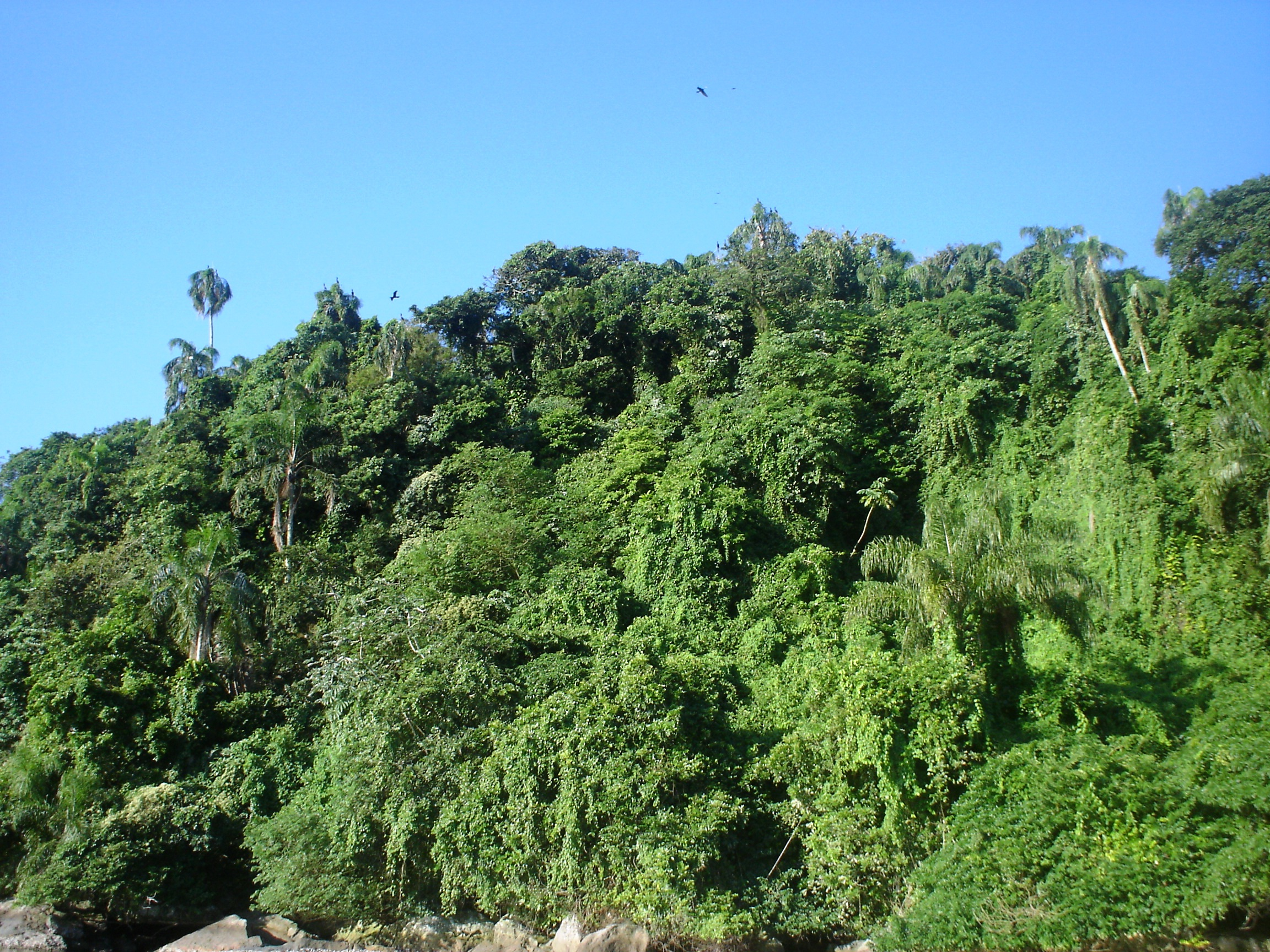
La colonia di pappagalli e cormorani al tramonto

Sull'isola si osservano formazione costiere tipicamente sabbiose e un rilievo di poche decine di metri. La zona è completamente interna alla zona intercotidale e quindi l'ambiente circostante varia considerevolmente in funzione dello stato della marea.

## Flora e fauna
La gran parte della superficie è ricoperta da un intricato manto vegetale che fa parte della foresta atlantica, sono presenti anche aree di restingas e mangrovie.
Dal punto di vista faunistico, l'isola - disabitata - è nota perché al tramonto si trasforma in rifugio notturno dove si concentra una numerosa colonia di pappagalli amazzone codarossa, che sono in pericolo di estinzione e la scimmia endemica leontocebo di Superaguì.